# Nereus und Achilleus

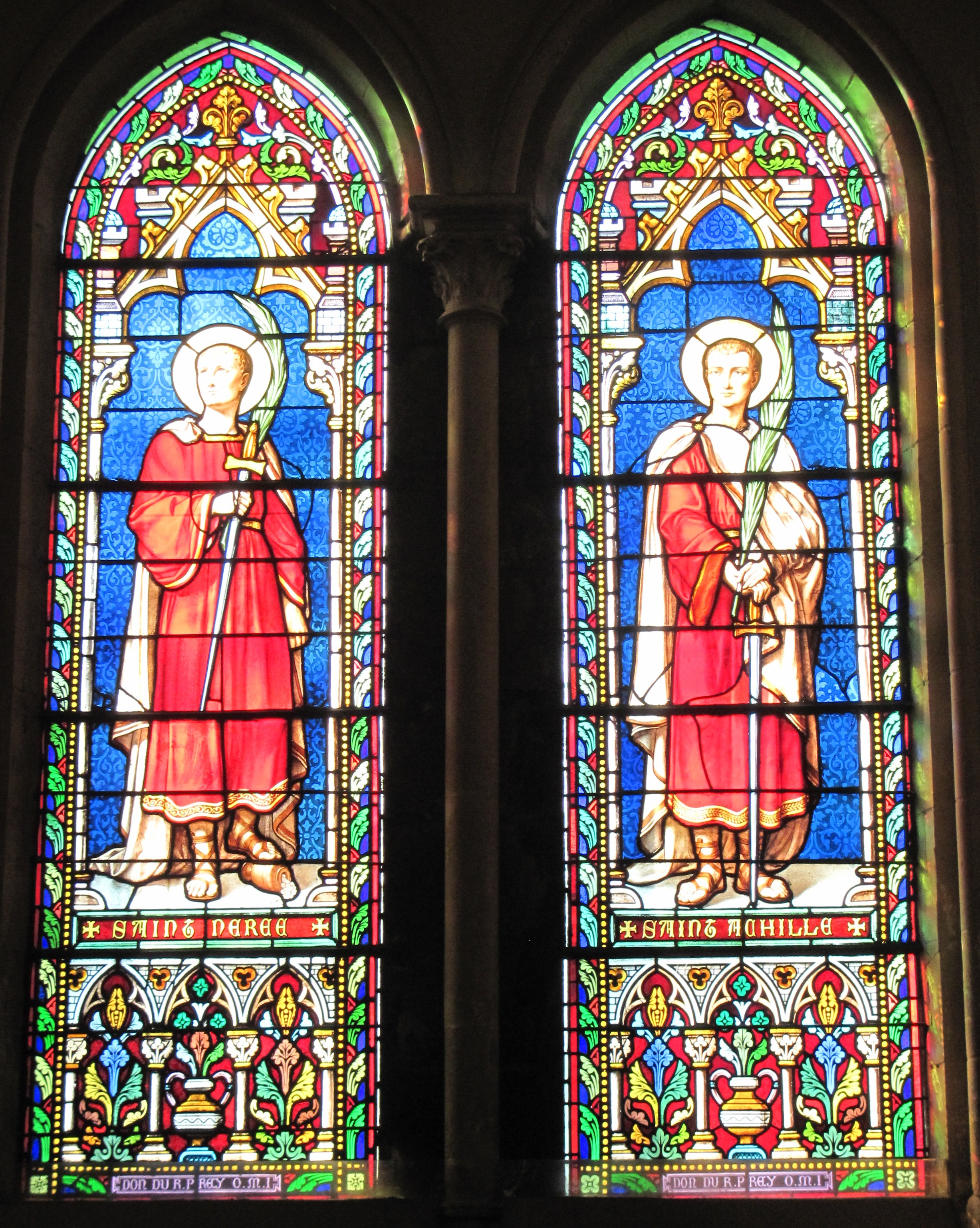
Die heiligen Nereus und Achilleus, Glasmalerei in Saint Helier (19. Jh.)

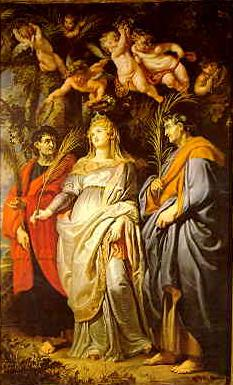
Domitilla zwischen Nereus und Achilleus (mit Märtyrerpalmen). Altarbild von Peter Paul Rubens um 1608, S. Maria in Vallicella, Rom, rechts des Hauptaltars

Nereus und Achilleus († Ende des 3. oder Anfang des 4. Jahrhunderts) waren römische Soldaten, die sich vermutlich zum Christentum bekehrt hatten und während der Christenverfolgung unter Diokletian, (die sich in ihrer Anfangsphase, 295–298, auf das Militär konzentrierte) als Märtyrer gestorben sind. Beide hatte Papst Damasus I. (366–384) in einer Gedenkinschrift als treu dienende und dem Kaiser ergebene Soldaten bezeichnet.

## Legende

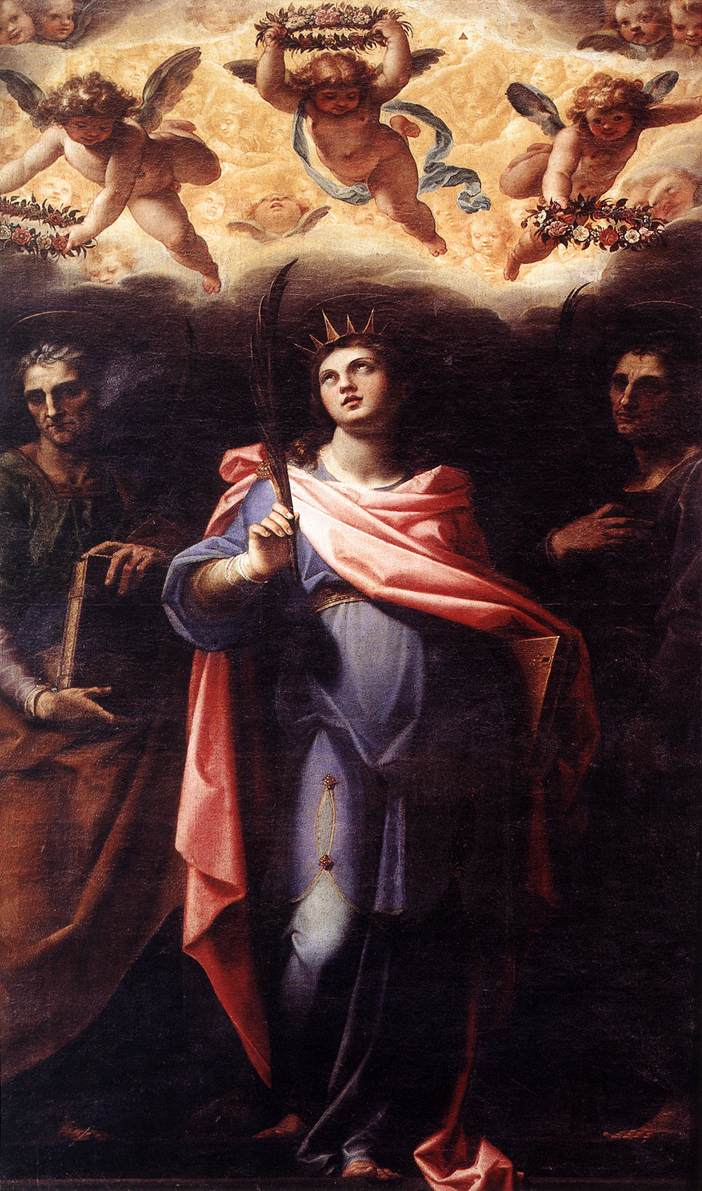
Domitilla mit Nereus und Achilleus. Altarbild von Cristoforo Roncalli um 1599, Basilika SS. Nereo e Achilleo, Altar im linken Seitenschiff

In den Akten der heiligen Nereus und Achilleus aus dem 5. oder 6. Jahrhundert werden die beiden Märtyrer nicht als kaiserliche Soldaten beschrieben, sondern zu Kammer-Eunuchen der Flavia Domitilla gemacht; Flavia Domitilla war eine Nichte des römischen Kaisers Domitian, die im ersten Jahrhundert gelebt hat und wegen ihres Übertritts zum christlichen Glauben das Martyrium erlitten hat. Vielleicht ist das der Grund, warum Nereus und Achilleus häufig zusammen mit Flavia Domitilla abgebildet worden sind.

## Kult
Der Gedenktag der hll. Nereus und Achilleus im Allgemeinen römischen Kalender ist der 12. Mai.
Ende des 4. Jahrhunderts oder unmittelbar danach wurde über den Domitilla-Katakomben eine Basilika zu Ehren der Märtyrer Nereus und Achilleus in der Weise erbaut, dass man die Kirche zur Hälfte unter die Erdoberfläche verlegte, um den Altar unmittelbar über den Katakombengräbern der beiden Märtyrer errichten zu können. Diese Gräber befanden sich ursprünglich in einer Grabkammer (cubiculum), die bereits von Papst Damasus I. um 380 durch eine Gedenktafel (memoria) hervorgehoben worden war. Es wird vermutet, dass die heute in der Basilika vor dem Altarraum aufgestellte Säule mit einer Darstellung der Enthauptung des Achilleus ebenfalls zu der Memoria gehört hat. Auf dieser Säule ist dargestellt, wie Achilleus zu fliehen versucht, um der Enthauptung zu entgehen; im Hintergrund wird ein Kreuz mit dem für den Märtyrer bestimmten Siegerkranz sichtbar. Diese sogenannte Katakomben-Basilika war ein dreischiffiger Bau auf unregelmäßigem Grundriss mit der Apsis im Westen über der Memoria der Kirchenpatrone. Die im 9. Jahrhundert dem Verfall preisgegebene Basilika wurde 1874 wiederentdeckt, die vorgefundenen Reste ausgegraben und der Bau nach alten Plänen neu errichtet.
Die rekonstruierte Basilika befindet sich heute an der Via delle Sette Chiese 283, 2.200 m von der Stadtmauer Roms entfernt.
Die alte Basilika wurde auch die Petronilla-Basilika genannt. Hinter dem Altar stand der Sarkophag der Märtyrin Petronilla, der von dort im Jahre 757 in das Mausoleum am Petersdom übertragen wurde.
Die Gräber der Märtyrer Nereus und Achilleus wurden im Verlauf des 6. Jahrhunderts aus Sicherheitsgründen von den Domitilla-Katakomben in die Stadtkirche Titulus Fasciolae (in der Folgezeit umbenannt in Titulus SS. Nerei e Achillei) verlegt. Weil die Umgebung dieser Kirche im 13. Jahrhundert verödet und nicht mehr bewohnt war, verfiel sie allmählich. Deshalb wurden 1228 unter Papst Gregor IX. die Reliquien der Märtyrer Nereus und Achilleus und anderer Heiliger in die Kirche Sant’Adriano am Forum Romanum übertragen. 
1597 erhielt Kardinal Cesare Baronio als Kardinalpriester der mittlerweile wieder in Stand gesetzten Kirche Santi Nereo e Achilleo die päpstliche Erlaubnis, die 1228 nach Sant’Adriano am Forum Romanum übertragenen Reliquien wieder in seine Titelkirche zurückholen zu dürfen, wo sie sich noch heute befinden.